# Почерняєв Віталій Миколайович
Почерняєв Віталій Миколайович (1958 р., м. Запоріжжя, Україна) — доктор технічних наук, професор, член Інституту інженерів електротехніки та електроніки США (англ. Institute of Electrical and Electronics Engineers, IEEE).

## Біографія
Народився в 1958 р. в м. Запоріжжя.
В 1980 р. закінчив Київське вище військове інженерне училище зв'язку.
1980—1984 р.р. — начальник станції зв'язку та начальник вузла зв'язку.
1984—1996 р.р. — ад'юнкт, інженер учбової лабораторії, начальник учбової лабораторії, викладач, старший викладач, заступник начальника кафедри «Військові системи космічного, радіорелейного та тропосферного зв'язку» Київського військового інституту управління та зв'язку.
1997—2000 р.р. — начальник кафедри «Військові системи космічного, радіорелейного та тропосферного зв'язку» Київського військового інституту управління та зв'язку.
2000—2001 р.р. — завідуючий научково-дослідницької лабораторії «Телекомунікаційні системи НВЧ» Київського військового інституту управління та зв'язку и Технічний директор — заступник Генерального директора АОЗТ «Інтер-Телеком».
2001—2002 р.р. — Генеральний директор оператора зв'язку АОЗТ «Інтер-Телеком».
2002—2008 р.р. — Голова Наглядової ради АОЗТ «Інтер Телеком».
2002—2006 р.р. — Президент ВАТ «Олімп», підприємства-розробника і виробника цифрових тропосферних та радіорелейних станцій зв'язку.
2008—2010 р.р. — заступник Голови Правління головного проектного інституту галузі зв'язку ВАТ «Діпрозв'язок» Мінтрансзв'язку України.
2011—2013 р.р. — проректор Одеської національної академії зв'язку (ОНАЗ) ім. О. С. Попова.
З 2013 р — професор кафедри «Телекомуникацій» ОНАЗ ім. О. С. Попова.
Брав участь в розробці і дослідницьких випробуваннях цифрової радіостанції міліметрового діапазону хвиль «Етанол».
Брав участь в випробуваннях ретранслятора  «Самшіт» при підйомі аеростата А-55 в інтересах створення аеростатної системи зв'язку.
Брав участь в експертизах ескізних проектів:
1. мобільної цифрової радіорелейної станції «Норма-1»;
2. мобільної станції космічного зв'язку «Лівень»;
3. переносної станції космічного зв'язку «Легенда»;
4. мобільної цифрової тропосферної станції «Бріг-1»;
5. цифрової радіорелейної станції «Мірта».

Керував розробкою і виробництвом::
1. мобільної цифрової тропосферної станції Р-423-1МУ, прийнятої на озброєння в МО України;
2. мобільної цифрової тропосферної станції Р-417-МУ, прийнятої на озброєння в МО України;
3. мобільної цифрової тропосферної станції «TS» для Китайської Народної Республіки;
4. цифрових радіорелейних станцій «Радіус», які постачались на мережу загального користування ВАТ «Укртелеком» та систем цифрового абонентського радіодоступу «Олімп-DECT»;
5. систем радіофікації залізничних вагонів ГП «Укрзалізниця».

Брав участь в проектуванні і будівництві волоконно-оптичного кільця навколо м. Києва шляхом підвісу волоконно-оптичного кабелю на опорах контактної мережі в смузі відводу Південно-Західної залізниці.
Проходив стажування на заводі телекомунікаційного обладнання компанії «Siemens» (Мілан, Італія), телекомунікаційному підприємстві «Iskratel» (Любляна, Словенія), бізнес-центрі «Денвер», США.

## Наукова діяльність
Член спеціалізованих вчених рад ОНАЗ ім. О. С. Попова, Українського НДІ зв'язку і та Державного університету інформаційно-комунікаційних технологій (2000—2013 р.р.).
Член редколегій журналів «Зв'язок» і «Праці УНДІЗ» (2001—2013 р.р).
Коло наукових інтересів: прикладна електродинаміка, радіофізика, телекомунікації та радіотехніка, теорія і техніка НВЧ.
Є учнем д.т.н., професора Цібізова К. М. і д.т.н., професора Скрипника Л. В.
Д.т.н., професор Цібізов К. М. є учнем члена-кореспондента АН СРСР, Героя соціалістичної праці, Головного конструктора протиракетної оборони Кисунько Григорія Васильовича. Таким чином,  Почерняєв В. Н. належить науковій школі Кисунько Г. В.

## Публікації
- Почерняев В. Н. Устройства на частично заполненных диэлектриком волноводах. — К. : УПНИПСК, 2000. — 222 с. — ISBN 966-7589-05-6.
- Почерняев В. Н., Цибизов К. Н. Теория сложных волноводов. — К. : Науковий світ, 2003. — 224 с. — ISBN 966-675-178-X.
- Почерняев В. Н. Размышляя о телекоммуникациях. — К. : Внешторг Украины, 2007. — 101 с. — ISBN 966-8274-09-1.

## Нагороди та почесні звання
Доктор технічних наук (1999), професор (2003 рік).
Лауреат премії Міжнародного наукового фонду, Соросівський професор
Академік Академії зв'язку України.
Академік аерокосмічної Академії України
Член Інституту інженерів електротехніки та електроніки (IEEE, USA).
Внесений до всесвітнього довідник « Who's Who in Science and Engineering».
Нагороджений Бронзовою медаллю ВДНГ СРСР (1987 р.) за розробку діелектричної антени.
Переможець конкурсу «Зв'язок та інформатизація в Україні» (2006 р.).
Нагороджений орденом «За відзнаку у військовій службі» I ступеня.